# Julien Gracq
Julien Gracq, född Louis Poirier den 27 juli 1910 i Saint-Florent-le-Vieil, Maine-et-Loire, död 22 december 2007 i Angers, Maine-et-Loire, var en fransk författare. I början av författarskapet stod han nära surrealisterna, i synnerhet genom sin beundran för deras ledare André Breton.
Gracq arbetade som gymnasielärare 1934–1970 i historia och geografi. 1938 debuterade han med romanen Evighetens gäster. Hans mest kända roman är Vid Syrterns stränder, en drömlik skildring av en flerhundraårig konflikt mellan två stater som föranleder en destruktiv lockelse för huvudpersonen. De två staterna symboliserar tradition kontra en irrationell vilja att undfly historien; dragningen till det senare framställs som både heroisk och suicidal. Romanen tilldelades Goncourtpriset 1951, men Gracq vägrade att ta emot priset i protest mot samtidslitteraturens kommersialisering.